# Episodi di Pazza famiglia (seconda stagione)
La seconda stagione della serie televisiva Pazza famiglia, composta da 12 episodi, è andata in onda in prima visione in Italia su Rai Uno, in prima serata per sei giovedì, dal 3 ottobre al 7 novembre 1996.
| Episodio | Titolo                                            | Prima Visione   | Telespettatori | Share  |
| -------- | ------------------------------------------------- | --------------- | -------------- | ------ |
| 1        | Lì dove il mare luccica...                        | 3 ottobre 1996  |                |        |
| 2        | Ritenta, sarai più fortunato                      | 3 ottobre 1996  |                |        |
| 3        | I bei ricordi sono pericolosi                     | 10 ottobre 1996 |                |        |
| 4        | I figli so' piezz'e hard core                     | 10 ottobre 1996 |                |        |
| 5        | Un figlio per favore                              | 17 ottobre 1996 |                |        |
| 6        | Sequestro giudiziario                             | 17 ottobre 1996 |                |        |
| 7        | Le sorprese dovrebbero essere sempre annunciate   | 24 ottobre 1996 |                |        |
| 8        | L'iguana è tra noi                                | 24 ottobre 1996 |                |        |
| 9        | Non c'è due senza tre                             | 31 ottobre 1996 | 5 354 000      | 20,28% |
| 10       | Se ci facessimo mussulmani...                     | 31 ottobre 1996 | 4 999 000      | 21,14% |
| 11       | Lui, quello, anzi: quella e tutti quegli altri... | 7 novembre 1996 | 5 625 000      | 20,55% |
| 12       | Testimone a carico                                | 7 novembre 1996 | 5 811 000      | 24,30% |